# Norihiro Nishi
Norihiro Nishi (Osaka, 9. svibnja 1980.) japanski je nogometaš.

## Klupska karijera
Igrao je za Júbilo Iwata, Tokyo Verdy i Police United.

## Reprezentativna karijera
Za japansku reprezentaciju igrao je 2004. godine. Odigrao je 5 utakmice.
S japanskom reprezentacijom Norihiro Nishi je igrao na Azijskom kupu 2004.

## Statistika
| Japan  | Japan | Japan |
| Godina | Nast. | Gol.  |
| ------ | ----- | ----- |
| 2004.  | 5     | 0     |
| Ukupno | 5     | 0     |

## Vanjske poveznice
- National Football Teams
- Japan National Football Team Database